# Campeonato de Gimnasia Pacific Rim 2010
El Campeonato Pacific Rim 2010 se celebró del 29 de abril al 2 de mayo de 2010 en Melbourne.

## Resultados detallados

### Equipo
| Rango                 | Equipo             | Salto de caballo | Barras asimétricas | Viga de equilibrio | Suelo  | Total   |
| --------------------- | ------------------ | ---------------- | ------------------ | ------------------ | ------ | ------- |
|                       | Estados Unidos     | 60.750           | 57.950             | 58.700             | 57.550 | 234.950 |
| Jordyn Wieber         | 15.100             | 14.800           | 15.200             | 14.450             |        | 234.950 |
| Rebecca Bross         | 15.050             | 15.150           | 14.350             | 14.600             |        | 234.950 |
| Aly Raisman           | 15.350             | 13.750           | 14.800             | 14.350             |        | 234.950 |
| Kyla Ross             | 15.250             | 14.250           |                    | 14.150             |        | 234.950 |
| Sabrina Vega          |                    |                  | 14.350             |                    |        | 234.950 |
| Bridget Sloan         |                    |                  |                    |                    |        | 234.950 |
|                       | China              | 57.150           | 56.100             | 54.200             | 52.000 | 219.450 |
| Bronceado Sixin       | 13.850             | 13.200           | 13.200             | 12.950             |        | 219.450 |
| Wu Liufang            |                    | 14.500           | 14.850             | 13.300             |        | 219.450 |
| Huang Qiushuang       | 14.500             | 15.100           |                    | 12.250             |        | 219.450 |
| Jiang Tong            | 13.300             |                  | 13.150             | 13.500             |        | 219.450 |
| Zeng Siqi             |                    | 13.300           | 13.000             | 13.200             |        | 219.450 |
| Zhou Qiaohong         | 14.500             |                  |                    |                    |        | 219.450 |
|                       | Australia          | 55.250           | 54.350             | 53.300             | 52.550 | 215.450 |
| Emily Poco            | 14.700             | 13.400           | 13.950             | 13.300             |        | 215.450 |
| Amelia McGrath        | 13.250             |                  | 13.950             | 13.300             |        | 215.450 |
| Emma Collister        | 14.050             |                  | 12.800             | 13.050             |        | 215.450 |
| Georgia Aumentó Brown | 13.250             | 13.450           |                    | 12.900             |        | 215.450 |
| Georgia Wheeler       |                    | 13.300           | 12.600             |                    |        | 215.450 |
| Larrissa Molinero     |                    | 14.200           |                    |                    |        | 215.450 |
| 4                     | Canadá             | 55.650           | 52.200             | 55.150             | 50.800 | 213.600 |
| 4                     | Kristina Vaculik   | 13.800           | 13.100             | 14.300             | 13.700 | 213.600 |
| 4                     | Dominique Pegg     | 14.150           | 12.800             | 14.100             | 12.550 | 213.600 |
| 4                     | Madeline Gardiner  | 13.700           | 13.300             | 13.500             | 12.900 | 213.600 |
| 4                     | Sabrina Gill       |                  | 12.800             | 13.250             | 11.650 | 213.600 |
| 4                     | Brittany Rogers    | 14.000           |                    |                    |        | 213.600 |
| 5                     | Malasia            | 51.400           | 43.250             | 50.100             | 48.650 | 193.400 |
| 5                     | Ve Teng Cheong     | 13.400           | 12.600             | 13.150             | 13.150 | 193.400 |
| 5                     | Tracie Ang         | 11.950           | 11.800             | 13.250             | 11.400 | 193.400 |
| 5                     | Ing Yueh Bronceado | 13.200           | 10.450             | 12.000             | 11.750 | 193.400 |
| 5                     | Farah Ann Ab Hadi  | 12.850           | 8.400              | 11.700             | 12.350 | 193.400 |
| 6                     | Nueva Zelanda      | 50.850           | 43.450             | 49.000             | 47.850 | 191.150 |
| 6                     | Briana Mitchell    | 12.750           | 11.500             | 12.950             | 11.350 | 191.150 |
| 6                     | Holly Luna         | 12.950           | 10.650             | 11.900             | 12.700 | 191.150 |
| 6                     | Jordania Rae       | 12.650           | 10.950             | 12.400             | 11.600 | 191.150 |
| 6                     | Brittany Robertson | 12.500           | 10.350             | 11.750             | 12.200 | 191.150 |
| 7                     | Singapur           | 51.150           | 42.600             | 50.350             | 46.200 | 190.300 |
| 7                     | Heem Wei Lim       | 13.200           | 11.450             | 12.750             | 12.250 | 190.300 |
| 7                     | Xi Hui Tay         | 12.450           | 11.350             | 13.350             | 10.850 | 190.300 |
| 7                     | En Ning Foo        | 12.350           | 9.900              | 12.150             | 11.650 | 190.300 |
| 7                     | Jia Hui Tay        | 12.850           |                    | 12.100             | 11.450 | 190.300 |
| 7                     | Pei Shi Giam       |                  | 9.900              |                    |        | 190.300 |

### Seniors
| Rango | Gymnast                   | Salto de caballo | Barras asimétricas | Viga de equilibrio | Suelo  | Total  |
| ----- | ------------------------- | ---------------- | ------------------ | ------------------ | ------ | ------ |
|       | Rebecca Bross (USA)       | 15.050           | 15.150             | 14.350             | 14.600 | 59.150 |
|       | Aly Raisman (USA)         | 15.350           | 13.750             | 14.800             | 14.350 | 58.250 |
|       | Ksenia Afanasyeva (RUS)   | 14.550           | 14.350             | 14.550             | 14.000 | 57.450 |
| 4     | Wu Liufang (CHN)          | 12.850           | 14.500             | 14.850             | 13.300 | 55.500 |
| 5     | Emily Little (AUS)        | 14.700           | 13.400             | 13.950             | 13.300 | 55.350 |
| 6     | Kristina Vaculik (CAN)    | 13.800           | 13.100             | 14.300             | 13.700 | 54.900 |
| 7     | Huang Qiushuang (CHN)     | 14.500           | 15.100             | 12.050             | 12.250 | 53.900 |
| 8     | Dominique Pegg (CAN)      | 14.150           | 12.800             | 14.100             | 12.550 | 53.600 |
| 9     | See Teng Cheong (MAS)     | 13.400           | 12.600             | 13.150             | 13.150 | 52.300 |
| 10    | Georgia Wheeler (AUS)     | 13.150           | 13.300             | 12.600             | 12.150 | 51.200 |
| 11    | Heem Wei Lim (SIN)        | 13.200           | 11.450             | 12.750             | 12.250 | 49.650 |
| 12    | Yessenia Estrada (MEX)    | 13.250           | 11.250             | 12.450             | 12.600 | 49.550 |
| 13    | Wong Hiu Ying Angel (HKG) | 13.750           | 10.950             | 12.100             | 12.700 | 49.500 |
| 14    | Mitzi Unda (MEX)          | 13.550           | 12.000             | 11.500             | 11.800 | 48.850 |
| 15    | Briana Mitchell (NZL)     | 12.750           | 11.500             | 12.950             | 11.350 | 48.550 |
| 16    | Tracie Ang (MAS)          | 11.950           | 11.800             | 13.250             | 11.400 | 48.400 |
| 17    | Xi Hui Tay (SIN)          | 12.750           | 11.350             | 13.350             | 10.850 | 48.300 |
| 18    | Holly Moon (NZL)          | 12.950           | 10.650             | 11.900             | 12.700 | 48.200 |
| 19    | Pui Sze Ng (HKG)          | 12.550           | 9.750              | 9.100              | 10.550 | 41.950 |

#### Salto de caballo
| Medalla de oro    | Dominique Pegg      | 5.3 | 8.825 |     | 14.125 | 4.6 | 8.975 |     | 13.575 | 13.850 |
| Medalla de plata  | Emily Little        | 5.8 | 8.500 |     | 14.300 | 4.6 | 8.575 |     | 13.175 | 13.737 |
| Medalla de bronce | Alexa Moreno        | 5.0 | 8.650 |     | 13.650 | 5.2 | 8.500 |     | 13.700 | 13.675 |
| 4                 | Kristina Vaculik    | 5.0 | 8.825 |     | 13.825 | 4.8 | 8.675 | 0.1 | 13.375 | 13.600 |
| 5                 | See Teng Cheong     | 5.0 | 8.775 |     | 13.775 | 4.6 | 8.775 |     | 13.375 | 13.575 |
| 6                 | Hiu Ying Angel Wong | 5.2 | 8.425 | 0.1 | 13.525 | 5.0 | 8.575 |     | 13.575 | 13.550 |
| 7                 | Jiang Tong          | 5.3 | 7.875 |     | 13.175 | 5.2 | 8.525 | 0.1 | 13.625 | 13.400 |
| 8                 | Georgia Wheeler     | 4.4 | 8.625 | 0.1 | 12.925 | 4.6 | 8.950 |     | 13.550 | 13.237 |

#### Barras desiguales
| Rango | Gymnast                 | D Score | E Score | Pen. | Total  |
| ----- | ----------------------- | ------- | ------- | ---- | ------ |
|       | Huang Qiushuang (CHN)   | 6.7     | 8.750   |      | 15.450 |
|       | Rebecca Bross (USA)     | 6.2     | 8.500   |      | 14.700 |
|       | Ksenia Afanasyeva (RUS) | 5.7     | 8.550   |      | 14.250 |
| 4     | Kristina Vaculik (CAN)  | 5.6     | 8.625   |      | 14.225 |
| 5     | Wu Liufang (CHN)        | 6.3     | 7.825   |      | 14.125 |
| 6     | Emily Little (AUS)      | 5.0     | 8.475   |      | 13.475 |
| 7     | Aly Raisman (USA)       | 5.2     | 7.825   |      | 13.025 |
| 8     | Larrissa Miller (AUS)   | 6.1     | 6.450   |      | 12.550 |

#### Viga de equilibrio
| Rango | Gymnast                 | D Score | E Score | Pen. | Total  |
| ----- | ----------------------- | ------- | ------- | ---- | ------ |
|       | Rebecca Bross (USA)     | 6.1     | 8.825   |      | 14.925 |
|       | Aly Raisman (USA)       | 5.9     | 8.775   |      | 14.675 |
|       | Wu Liufang (CHN)        | 5.9     | 8.725   |      | 14.625 |
| 4     | Ksenia Afanasyeva (RUS) | 5.6     | 8.925   |      | 14.525 |
| 5     | Emily Little (AUS)      | 5.4     | 7.975   |      | 13.375 |
| 6     | Kristina Vaculik (CAN)  | 5.6     | 7.750   |      | 13.350 |
| 7     | Dominique Pegg (CAN)    | 5.5     | 7.600   |      | 13.100 |
| 8     | Xi Hui Tay (SIN)        | 5.2     | 7.300   |      | 12.500 |

#### Ejercicio de piso
| Rango | Gymnast                 | D Score | E Score | Pen. | Total  |
| ----- | ----------------------- | ------- | ------- | ---- | ------ |
|       | Rebecca Bross (USA)     | 6.2     | 8.975   |      | 15.175 |
|       | Aly Raisman (USA)       | 5.7     | 8.925   |      | 14.625 |
|       | Kristina Vaculik (CAN)  | 5.4     | 8.625   | 0.1  | 13.925 |
| 4     | See Teng Cheong (MAS)   | 5.3     | 8.450   |      | 13.750 |
| 5     | Jiang Tong (CHN)        | 5.6     | 8.400   | 0.3  | 13.700 |
| 6     | Ksenia Afanasyeva (RUS) | 5.8     | 7.875   |      | 13.675 |
| 7     | Wu Liufang (CHN)        | 5.5     | 8.075   |      | 13.575 |
| 8     | Emily Little (AUS)      | 5.3     | 8.000   | 0.1  | 13.200 |

### Juniors

#### All-Around
| Rango | Gymnast                  | Salto de caballo | Barras asimétricas | Viga de equilibrio | Suelo  | Total  |
| ----- | ------------------------ | ---------------- | ------------------ | ------------------ | ------ | ------ |
|       | Jordyn Wieber (USA)      | 15.100           | 14.800             | 15.200             | 14.450 | 59.550 |
|       | Kyla Ross (USA)          | 15.250           | 14.250             | 14.350             | 14.150 | 58.000 |
|       | Anna Rodionova (RUS)     | 13.550           | 13.900             | 13.250             | 12.750 | 53.450 |
| 4     | Madeline Gardiner (CAN)  | 13.700           | 13.300             | 13.500             | 12.900 | 53.400 |
| 5     | Tan Sixin (CHN)          | 13.850           | 13.200             | 13.200             | 12.950 | 53.200 |
| 6     | Emma Collister (AUS)     | 14.050           | 13.000             | 12.800             | 13.050 | 52.900 |
| 7     | Maria Stepanova (RUS)    | 13.250           | 13.050             | 13.350             | 13.200 | 52.850 |
| 8     | Georgia Rose Brown (AUS) | 13.250           | 13.450             | 12.250             | 12.900 | 52.100 |
| 9     | Sabrina Gill (CAN)       | 13.700           | 12.800             | 13.250             | 11.650 | 51.400 |
| 10    | Ing Yueh Tan (MAS)       | 13.200           | 10.450             | 12.000             | 11.750 | 47.400 |
| 11    | Brittany Robertson (NZL) | 12.500           | 10.350             | 11.750             | 12.200 | 47.400 |
| 12    | En Ning Foo (SIN)        | 12.350           | 9.900              | 12.150             | 11.650 | 46.050 |
| 13    | Pei Shi Giam (SIN)       | 12.350           | 9.900              | 11.300             | 10.200 | 43.750 |
| 14    | Zeng Siqi (CHN)          | -                | 13.300             | 13.000             | 13.200 | 39.500 |

#### Vault
| Rango | Gymnast                 | D Score | E Score | Pen. | Total  |
| ----- | ----------------------- | ------- | ------- | ---- | ------ |
|       | Kyla Ross (USA)         | 5.8     | 9.300   |      | 15.100 |
|       | Jordyn Wieber (USA)     | 5.8     | 9.125   |      | 14.925 |
|       | Zhou Qiaohong (CHN)     | 6.0     | 8.325   |      | 14.325 |
| 4     | Tan Sixin (CHN)         | 5.0     | 8.775   |      | 13.775 |
| 5     | Madeline Gardiner (CAN) | 5.0     | 8.675   |      | 13.675 |
| 6     | Anna Rodionova (RUS)    | 5.0     | 8.650   |      | 13.650 |
| 7     | Sabrina Gill (CAN)      | 5.0     | 8.625   | 0.1  | 13.525 |
| 7     | Emma Collister (AUS)    | 5.2     | 8.325   |      | 13.525 |

#### Barras desiguales
| Rango | Gymnast                  | D Score | E Score | Pen. | Total  |
| ----- | ------------------------ | ------- | ------- | ---- | ------ |
|       | Jordyn Wieber (USA)      | 5.9     | 8.925   |      | 14.825 |
|       | Kyla Ross (USA)          | 5.0     | 9.250   |      | 14.250 |
|       | Zeng Siqi (CHN)          | 5.3     | 8.625   |      | 13.925 |
| 4     | Georgia Rose Brown (AUS) | 5.3     | 8.450   |      | 13.750 |
| 5     | Maria Stepanova (RUS)    | 5.6     | 7.875   |      | 13.475 |
| 6     | Emma Collister (AUS)     | 5.2     | 7.975   |      | 13.175 |
| 7     | Madeline Gardiner (CAN)  | 5.3     | 7.500   |      | 12.800 |
| 8     | Tan Sixin (CHN)          | 5.8     | 6.875   |      | 12.675 |

#### Viga de equilibrio
| Rango | Gymnast                 | D Score | E Score | Pen. | Total  |
| ----- | ----------------------- | ------- | ------- | ---- | ------ |
|       | Tan Sixin (CHN)         | 6.2     | 9.150   |      | 15.350 |
|       | Sabrina Vega (USA)      | 5.8     | 8.675   |      | 14.475 |
|       | Madeline Gardiner (CAN) | 5.9     | 8.525   |      | 14.425 |
| 4     | Jordyn Wieber (USA)     | 6.1     | 7.925   |      | 14.025 |
| 5     | Amelia McGrath (AUS)    | 5.6     | 8.375   | 0.1  | 13.875 |
| 6     | Anna Rodionova (RUS)    | 5.6     | 7.400   |      | 13.000 |
| 7     | Sabrina Gill (CAN)      | 5.3     | 7.625   | 0.1  | 12.825 |
| 8     | Maria Stepanova (RUS)   | 5.2     | 7.175   |      | 12.375 |

#### Ejercicio de piso
| Rango | Gymnast                 | D Score | E Score | Pen. | Total  |
| ----- | ----------------------- | ------- | ------- | ---- | ------ |
|       | Jordyn Wieber (USA)     | 5.7     | 8.900   |      | 14.600 |
|       | Kyla Ross (USA)         | 5.4     | 8.800   |      | 14.200 |
|       | Amelia McGrath (AUS)    | 5.2     | 8.750   |      | 13.950 |
|       | Tan Sixin (CHN)         | 5.4     | 8.550   |      | 13.950 |
| 5     | Maria Stepanova (RUS)   | 5.3     | 7.900   |      | 13.200 |
| 6     | Emma Collister (AUS)    | 5.0     | 7.825   |      | 12.825 |
| 7     | Zeng Siqi (CHN)         | 4.9     | 7.725   |      | 12.625 |
| 7     | Madeline Gardiner (CAN) | 5.4     | 7.325   | 0.1  | 12.625 |

- Datos: Q4618140